# Háromszög magassága

A háromszög magasságpontja

A háromszög magasságvonalán a háromszög egyik csúcsából a szemközti oldal egyenesére bocsátott merőlegest értjük.

## Magasságpont
A háromszög magasságvonalai egy pontban metszik egymást, ez a magasságpont.
Bizonyítás:
Az {\displaystyle ABC} háromszögben az {\displaystyle A} csúcshoz tartozó magasság {\displaystyle m_{a}}, {\displaystyle B}-hez tartozó pedig {\displaystyle m_{b}}.
Húzzunk a háromszög csúcsain keresztül párhuzamosakat a szemközti oldallal, így egy új {\displaystyle A'B'C'} háromszöget kapunk, amiben {\displaystyle ABCB'}, {\displaystyle AC'BC}, {\displaystyle ABA'C} négyszögek paralelogrammák.
Az eredeti {\displaystyle ABC} háromszög oldalai az {\displaystyle A'B'C'} háromszög középvonalai, mivel {\displaystyle B'C'} felezőpontja {\displaystyle A}, {\displaystyle A'C'} felezőpontja {\displaystyle B}, {\displaystyle A'B'} felezőpontja pedig {\displaystyle C}.
{\displaystyle A'B'C'} háromszög származtatása miatt {\displaystyle m_{c}} az {\displaystyle A'B'} oldalfelező merőlegese, {\displaystyle m_{b}} az {\displaystyle A'C'} felezőmerőlegese, {\displaystyle m_{a}} pedig {\displaystyle B'C'}-nek. Mivel ezek egy pontban metszik egymást, így a magasságvonalak is egy pontban metszik egymást.

## A magasságpont tulajdonságai
- A magasságpont rajta van az Euler-egyenesen
- A magasságpontot a háromszög oldalainak felezőpontjára tükrözve a képpontok a háromszög köré írt körre illeszkednek
- Baricentrikus koordinátái: {\displaystyle \mathrm {tg} \alpha \,:\,\mathrm {tg} \beta \,:\,\mathrm {tg} \gamma }
- Trilineáris koordinátái: {\displaystyle \sec \alpha \,:\,\sec \beta \,:\,\sec \gamma }
- A háromszög magasságainak szeleteinek szorzatára:

AM·MTa=BM·MTb=CM·MTc

## Magasság talppontja és talpponti háromszög

Talpponti háromszög

A magasság talppontja a magasságvonal és az arra vonatkozó oldal metszéspontja.
A talpponti háromszög a háromszög magasságainak talppontjai által meghatározott háromszög. Egy hegyesszögű háromszögbe írt háromszögek közül a talpponti háromszög kerülete a legkisebb; a hegyesszögű háromszög magasságpontja a talpponti háromszög beírt körének középpontja, és tompaszögű háromszög magasságpontja a talpponti háromszögének hozzáírt körének a középpontja (a háromszög leghosszabb oldalából származó oldalhoz írva), ugyanis a magasságvonalak felezik a talpponti háromszög szögeit, vagy külső szögeit.
A háromszög magasságainak talppontjai rajta vannak a háromszög Feuerbach-körén.

## Magasságtétel
A derékszögű háromszög átfogóhoz tartozó magassága az átfogót két szeletre bontja (p és q), és az átfogóhoz tartozó magasság a két szelet mértani közepe, vagyis {\displaystyle m={\sqrt {p\ q}}}.
Bizonyítás:
Legyen az {\displaystyle ABC} derékszögű háromszög átfogóhoz tartozó magasságának (m) talppontja T. Az {\displaystyle ATC\bigtriangleup \sim CTB\bigtriangleup } ({\displaystyle \alpha } szög megegyezik, derékszögek, merőleges szárú szögek). Így a megfelelő oldalak aránya megegyezik, vagyis {\displaystyle {\frac {q}{m}}={\frac {m}{p}}}, ami ekvivalens az állítással.

## Befogótétel
Egy derékszögű háromszög befogója az átfogónak és a befogó átfogóra eső merőleges vetületének mértani közepe, azaz {\displaystyle b={\sqrt {q\ c}}}.
Bizonyítás:
Legyen az {\displaystyle ABC} derékszögű háromszög átfogóhoz tartozó magasságának talppontja T. Az {\displaystyle ABC\bigtriangleup \sim ACT\bigtriangleup } ({\displaystyle \alpha } szög közös, derékszögek, az egyik oldal megegyezik). Így a megfelelő oldalak aránya megegyezik: {\displaystyle {\frac {b}{q}}={\frac {c}{b}}}, ami éppen a tételben szereplő azonosság.

## Lásd még
- Általános magasságtétel